# Farol da Ponta de Vera Cruz
Der Farol da Ponta de Vera Cruz oder Farol de Santa Maria (dt.: „Leuchtturm am Kap des wahren Kreuzes“, „von Santa Maria“) ist ein Leuchtturm in Santa Maria auf der Insel Sal im atlantischen Inselstaat Kap Verde.
Der Leuchtturm wird von der Direcção Geral de Marinha e Portos (DGMP) betrieben.

## Architektur
Die Konstruktion ist ein zylindrischer Turm mit einer Höhe von 4 m Höhe und die Feuerhöhe liegt bei 9 m. Er steht beim Restaurante Farolim. Das Signal besteht aus fünf grünen Blitzen alle zwanzig Sekunden. Die Reichweite beträgt 3 nms (ca. 5,55 km).
Identifikationen: Amateur Radio Lighthouse Society (ARLHS): - United Kingdom Hydrographic Office (Admiralty): D2922.5 - National Geospatial-Intelligence Agency (NGA): 113-24168.